# 真鍋康彦
真鍋 康彦（まなべ やすひこ、1938年1月30日 - ）は、日本の実業家。香川県を本拠とすることでんグループ代表で、同グループ傘下のほとんどの会社（高松琴平電気鉄道、ことでんバス、ことでんサービス、屋島ドライブウェイ、高松グランドカントリー他）の社長を務めていた、現在は会長。香川日産自動車相談役。アイル・パートナーズ（旧サンクスアンドアソシエイツ東四国）相談役。　元香川経済同友会代表幹事。元香川県経営者協会会長。

## 経歴
香川県高松市に生まれ。1962年香川大学経済学部を卒業し日興証券入社。父親の後を受けて香川日産自動車の社長、会長を歴任。その後、サンクスアンドアソシエイツ東四国の経営を経て2002年、前年に民事再生法適用を申請した高松琴平電気鉄道から社長就任を要請され、「地域社会への使命感」から受諾した。真鍋は社長就任後の同年8月に経営ビジョン「ことでん一〇〇（イチマルマル）プラン」を発表して再建に取り組んだ。この中で真鍋は新たなCI制定や略称の変更（カタカナからひらがなへ）も明らかにした。IruCaの導入による乗客減少の歯止めなどもあり、2006年にことでんは再生計画を完了している。
1995年から2011年まで香川県ヨット連盟会長を歴任。　
1999年自動車販売事業功労により藍綬褒章を受章する。　2019年鉄道事業功労により旭日小綬章を受章する
妻、真鍋洋子は、サンクスアンドアソシエイツ東四国→アイル・パートナーズ前社長（現会長）。元国際ゾンタ26地区ガバナー。元大塚製薬会長兼社長大塚芳満の長女。
長男真鍋康正は高松琴平電鉄社長。